# Coltelli da cucina giapponesi

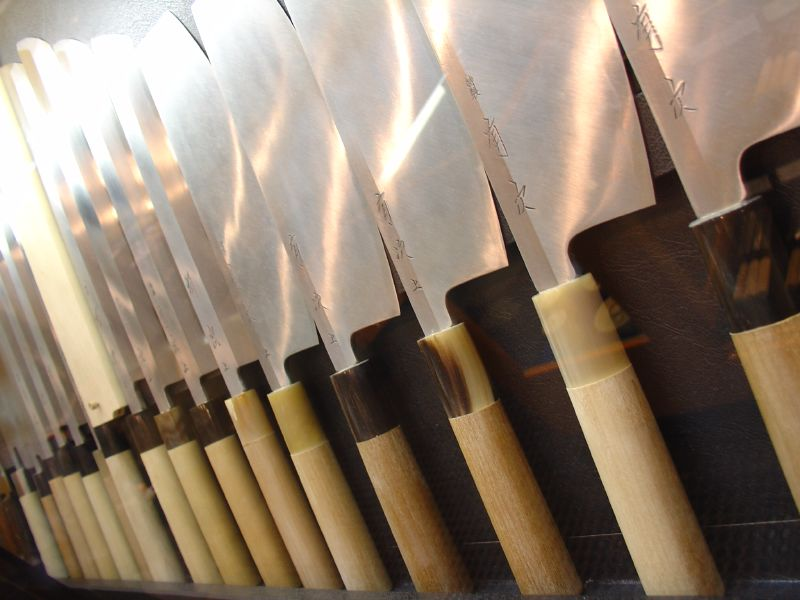
"Hōchō" è un importante elemento che determina il gusto di cucina giapponese

Esistono diversi tipi di coltelli da cucina giapponesi. I tipi più usati nella cucina giapponese sono il deba bōchō (mannaia da cucina), il nakiri bōchō e l'usuba bōchō (coltelli da verdura giapponesi), il tako hiki e il yanagi ba (affettatori per sashimi).
Attualmente l'acciaio inossidabile viene generalmente usato per i coltelli. Tradizionalmente però, questi coltelli erano fatti con lo stesso acciaio al carbonio delle katana, e i coltelli più costosi hanno una qualità simile a queste, contenendo un nucleo interno di acciaio duro e friabile, ricoperto da uno spesso strato di acciaio più morbido e duttile (talvolta inossidabile), così che l'acciaio duro sia esposto solo sul filo tagliente.
Gran parte della coltelleria di alta qualità giapponese proviene da Sakai. La produzione di coltelli iniziò nel XVI secolo, quando il tabacco venne introdotto in Giappone dai portoghesi, e Sakai iniziò a fabbricare coltelli per tagliare il tabacco. L'industria coltelliera di Sakai ricevette una notevole spinta dallo Shogunato Tokugawa (1603-1868), che garantì a Sakai uno speciale marchio di approvazione che ne migliorò la reputazione di qualità (e secondò alcune fonti costituì un monopolio). Durante il periodo Edo (1603-1867, o più precisamente l'epoca Genroku (1688-1704)) vennero prodotti i primi deba bōchō, seguiti ben presto da un'ampia gamma di altri modelli. La fabbricazione di coltelli da cucina e di prodotti correlati è ancora un'industria importante a Sakai.

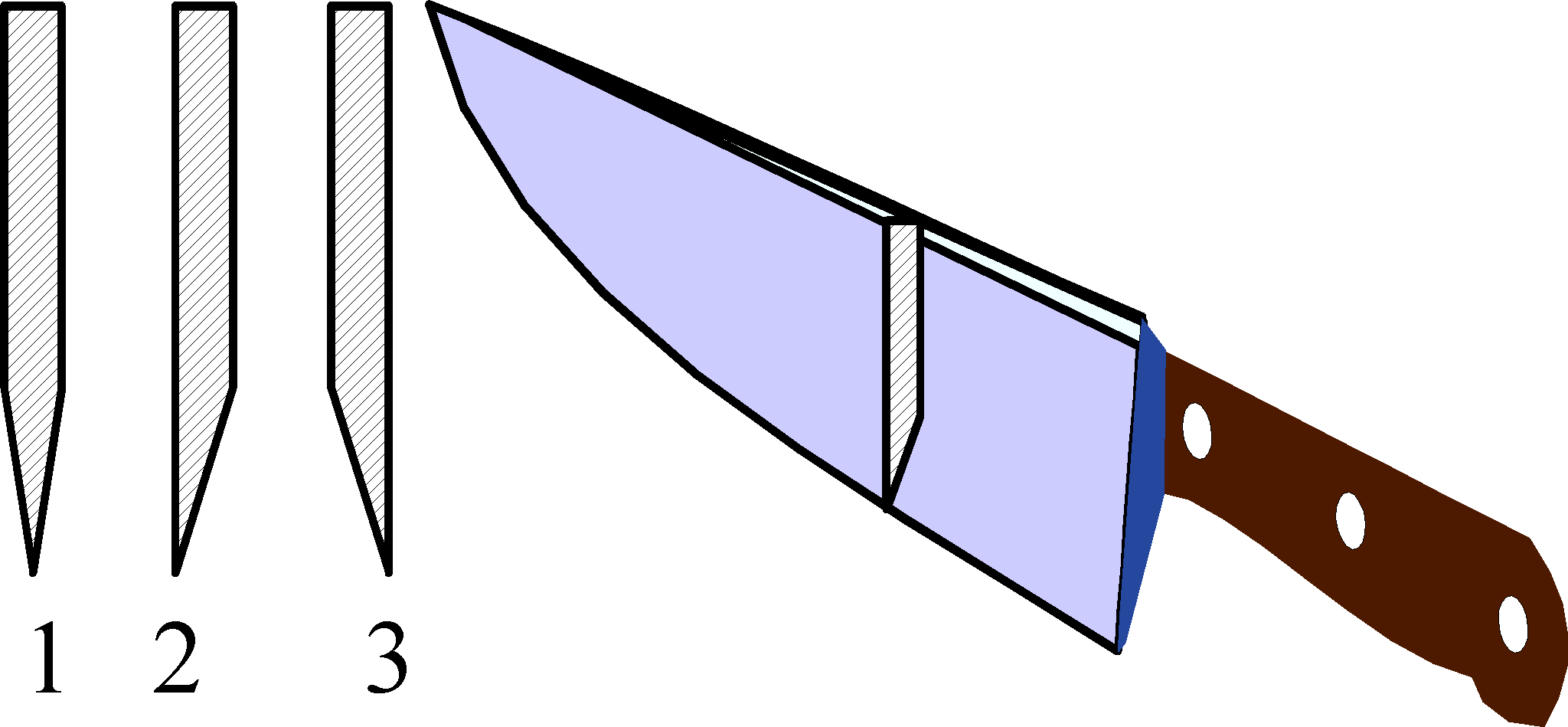
(1) è angolata su ambo i lati, (2) e (3) solo su uno, dove (2) è per l'uso con la mano destra e (3) per l'uso con la sinistra.

Differenti dai coltelli occidentali, quelli giapponesi sono spesso affilati in modo da essere taglienti solo su un lato, ovvero la smussatura è solo su un lato. Come mostrato nell'immagine, alcuni coltelli giapponesi sono angolati su entrambi i lati, e alcuni su un lato solo, mentre il lato opposto è piatto. Si ritiene che una lama angolata solo da un lato tagli meglio e in modo più netto, ma richiede più abilità nel suo uso rispetto a una lama angolata su ambo i lati. Solitamente è il lato destro della lama ad essere angolato, poiché la maggior parte delle persone usano il coltello con la mano destra. Sono disponibili anche lame per mancini, anche se solitamente sono più costose. Nonostante siano angolati solo su un lato, molti coltelli sono affilati su ambo i lati, quello piatto e quello angolato. Alcuni coltelli di alta qualità, comunque, hanno acciaio indurito su tutto il lato piatto e sono affilati solo sul lato angolato.
I cuochi professionisti giapponesi solitamente possiedono un loro set personale di coltelli, che non vengono usati da altri. Alcuni cuochi possiedono due set di coltelli, che usano alternativamente ogni giorno. Dopo aver affilato un set alla sera, dopo averlo usato, lo lasciano riposare per un giorno per rimuovere qualsiasi odore o sapore metallico che può essere dato ai cibi tagliati con i coltelli. 

## Tipi di coltelli da cucina giapponesi

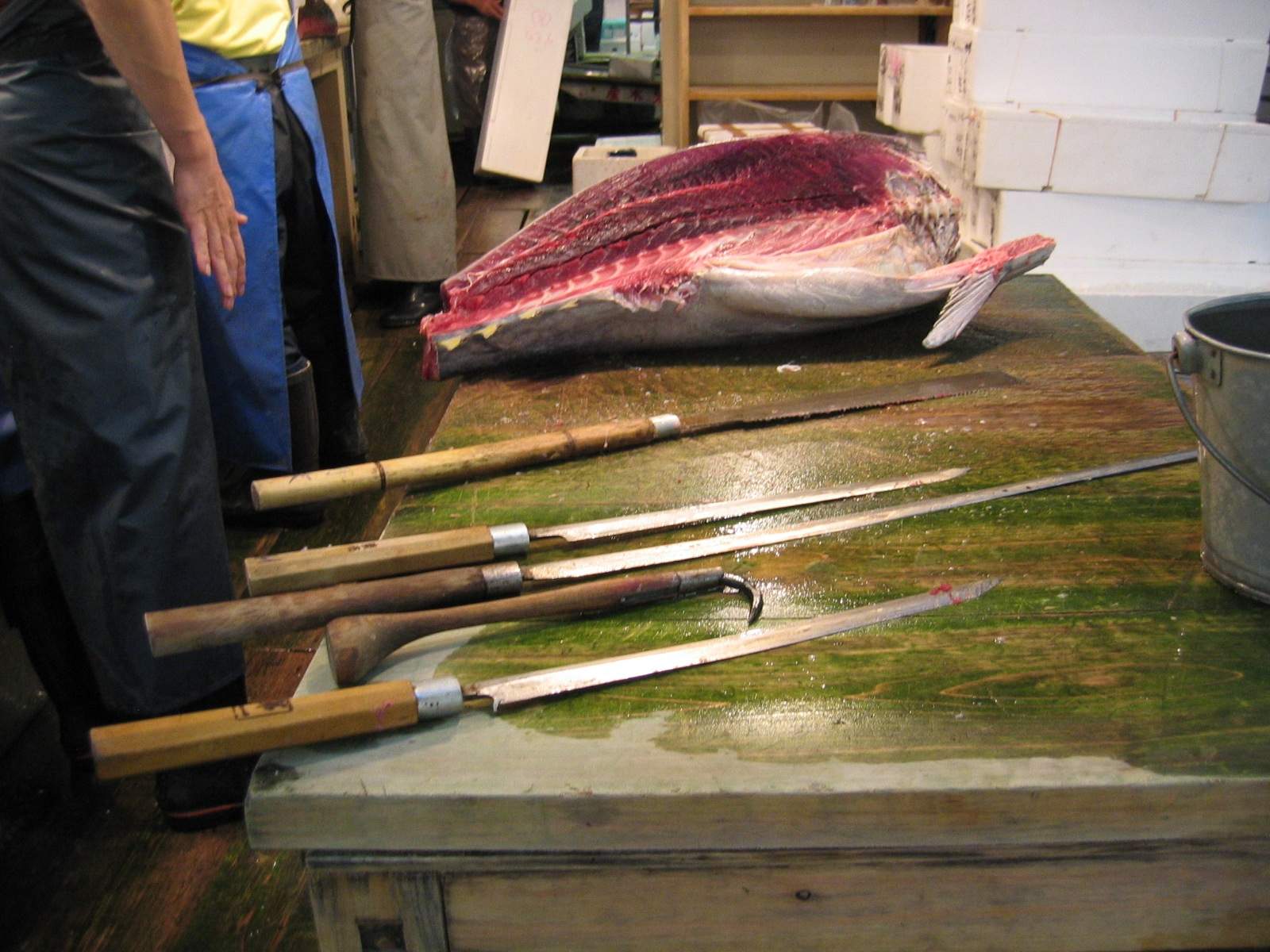
Maguro bōchō, Coltello da tonno

- Deba bōchō: Mannaia da cucina per il pesce
- Gyuto: doppio uso, per verdure (con prestazioni comparabili al nakiri bōchō) e carne.
- Nakiri bōchō: Coltello per verdura standard
- Usuba bōchō: Coltello per verdura professionale
- Tako hiki: Affettatore per sashimi
- Yanagi ba: Affettatore per sashimi
- Fugu hiki: Affettatore per sashimi per il fugu
- Unagisaki hocho: Coltello per l'anguilla
- Udon kiri: Coltello per l'udon
- Soba kiri: Coltello per il soba
- Hancho bōchō: Coltelli molto lunghi per sfilettare il tonno
- Oroshi bōchō: Coltelli estremamente lunghi per sfilettare il tonno
- Santoku: Coltello dalle "tre virtù" per carne, pesce e verdure. Equiparabile al coltello da cuoco o trinciante